# Eupatra
Eupatra (en grec antic Εὐπάτρα) va ser una princesa del Pont, filla de Mitridates VI Eupator (Eupator vol dir Gran pare). Eupatra va caure en mans de Gneu Pompeu cap al final de la guerra i va ser portada a Roma per ser exhibida en el triomf del general junt amb molts altres captius.

## Música
El compositor venecià Pietro Andrea Ziani, va escriure el 1655 una òpera envers aquest personatge.